# من رضي بقليله (فلم)
من رضي بقليله (بالإنجليزية: Whoever is Satisfied with a Few) هو فيلم سينمائي درامي مصري من إنتاج 1955 إخراج: بهاء الدين شرف وتأليف: مصطفى حسن وتمثيَل: نزهة يونس، محمود شكوكو، فاروق علي، عمر الحريري، هدى شمس الدين، وداد حمدي.

## قصة الفيلم
يرى شابان من العمال ان يمضيا سهرة خاصة بعيدا عن زوجتيهما فيذهبان إلى أحد الملاهى الليلية وهناك يتعرفان على فتاتين، إلا أن الفتاتين تطمعان في الزواج منهما بعد ان عرضت كل منهما حبها للآخر. تعرف الزوجتين ماقرره الزوجان فتدبران لهما خطة وهي ان تتنكر كل منهما في زى الرجال حتى تتمكنا من البحث عنهما في الملاهى المنتشرة في المدينة. ينجحان بعد عدة مغامرات في اعادتهما مرة أخرى إلى منزل الزوجية حيث الحب والدفء والسعادة.
سعيد (عمر الحريري) متزوج من زينب (شريفة ماهر) وزميله وصديقه مبسوط (شكوكو) متزوج من نفيسه (وداد حمدي). ورغم ان زينب ونفيسه تبذلان كل مافى وسعهما لإسعاد أزواجهن، إلا أن الزوجان لا يرضيان بما قسمه لهما الله، فيهملان عملهما بمصنع النسيج ويتأخران في الحضور. يقرر سعيد ومبسوط السهر خارج المنزل لرؤية الدنيا، فيقوم مبسوط بسحب مدخراته من البوسته، ويقوم سعيد بسحب ماله من تحت البلاطة، ويستعيران بدل سموكن من عم سيد المكوجى (عبد الحميد زكي) ويذهبان إلى كباريه الأندلس، ويظنهم الجميع انهم من أصحاب الثروات الضخمة فيتعرف مبسوط على الراقصة ديدى (هدى شمس الدين) ويتعرف سعيد على اختها المطربة ريرى (نزهة يونس) ويتورطان في زيارة منزلية لوالدة البنتين (عزيزه حلمي) التي تعتبرهما خطيبين لإبنتيها وتطالبهما بالهدايا للبنتين، في محاولة لابتزازهم. تشتكى زينب ونفيسه احوال أزواجهن إلى عم سيد المكوجى، فيرسل وراء الزوجين صبيه احمد (شكوكو الصغير) ويخبر الزوجتين بوجودهما في كباريه الأندلس. تتنكر الزوجتان في زى الرجال ويذهبن إلى الكباريه ويتعرفن على الراقصة والمطربة على أنهما أغنى من مبسوط وسعيد، وتكون النتيجة ميل ديدى وريرى إلى الصيد الجديد يهمل سعيد ومبسوط في عملهما فيقوم المدير (ابراهيم حشمت) بفصلهم من المصنع ويواصلان علاقتهم بالمطربة والراقصة، حتى تنتهى نقودهم، وحينما هربا من سائق التاكسى لعدم دفع الأجرة، واختبئوا في خرابة، فظنهم اللصوص المختبئين بالخرابة بأنهم بوليس، فهربوا وتركوا النقود المسروقة، فإستولى عليها مبسوط وسعيد، وأخذا في إنفاق النقود يميناً وشمالا بعد ان رفضت الزوجتين المال الحرام، وحينما حددت ام الراقصة والمطربة ميعادا للزواج من ابنتيها، جمعت ام حسين (ليلى حمدي) زوجة عم سيد المكوجى، أهل الحارة وذهبوا لمكان الحفل لخطف سعيد ومبسوط، الذين أرادا شراء هدية من تاجر الآثار الفرعونية (أديب الطرابلسي) فعثروا على خاتمين أثريين، عندما لبساهما اختفوا عن الأنظار، وذهبوا للحفل واكتشفوا زيف العروستان واقبالهم على الصيد الجديد، الذي اكتشفوا انهم زوجتيهما زينب و نفيسه فتركوا الحفل بعد ان ساعدهم أهل الحارة، وعاد سعيد ومبسوط لزوجتيهما، واستردا رشدهم ورضوا بقليله.

## طاقم العمل
- نزهة يونس... ريرى
- محمود شكوكو... مبسوط
- فاروق علي... '
- عمر الحريري... سعيد
- هدى شمس الدين... ديدى
- وداد حمدي... نفيسه
- شريفة ماهر... زينب
- عبدالحميد زكي... عم سيد المكوجى
- إبراهيم حشمت... مديرالمصنع
- جمالات زايد... '
- محمد شوقي... '
- شكوكو الصغير... احمد
- عزيزة حلمي... والدة ديدى وريرى
- حسين إسماعيل... '
- محسن حسنين... '
- ليلى حمدي... ام حسين

## أغانى الفيلم
| الأغنية        | غناء        | تأليف                  | تلحين         |
| -------------- | ----------- | ---------------------- | ------------- |
| انا بايدية     | نزهة يونس   | مصطفى عبد الرحمن       | محمود الشريف  |
| هنى عيونك      | نزهة يونس   | مصطفى عبد الرحمن       | يوسف صالح     |
| يا ليلة فرحنا  | نزهة يونس   | مصطفى عبد الرحمن       | حسين جنيد     |
| با أهل حتتنا   | شريفة ماهر  | محمد الكحلاوي          | محمد الكحلاوي |
| رقصة بنت البلد |             |                        | محمد الكحلاوي |
| الزفة          | محمود شكوكو | عبد الله أحمد عبد الله | محمد الكحلاوي |

## روابط خارجية
- مقالات تستعمل روابط فنية بلا صلة مع ويكي بيانات
- صفحة الفيلم على موقع السينما